# Wereldkampioenschap voetbal voor clubs 2014
Het elfde FIFA-wereldkampioenschap voetbal voor clubs (Engels: FIFA Club World Cup) vond plaats van 10 tot en met 20 december 2014 in Marokko. Aan het kampioenschap dat door de FIFA werd georganiseerd, namen zeven clubs deel; de winnaars van zes continentale bekertoernooien en de landskampioen van het organiserend land.

## Kandidatuur
Er waren vier landen die interesse hadden om het wereldkampioenschap voor clubs in 2013 en 2014 te organiseren:
1. Iran
2. Marokko
3. Verenigde Arabische Emiraten (ook de organisator van de toernooien in 2009 en 2010)
4. Zuid-Afrika

In oktober 2011 maakte de FIFA bekend dat Iran, de Verenigde Arabische Emiraten en Zuid-Afrika zich terugtrokken als mogelijk gastland. Op 17 december 2011 volgde de definitieve toewijzing aan Marokko.

## Stadions
De speelsteden zijn Marrakesh en Rabat.
| Marrakesh          | Rabat                 |
| ------------------ | --------------------- |
| Stade de Marrakech | Stade Moulay Abdallah |
| Capaciteit: 45.240 | Capaciteit: 52.000    |
|                    |                       |

## Deelname
| Team                     | Confederatie | Kampioenschap                             | begint in:   | Aantal deelnames                          |
| ------------------------ | ------------ | ----------------------------------------- | ------------ | ----------------------------------------- |
| Moghreb Athletic Tétouan | CAF          | Kampioen GNF 2013-14 (gastland)           | Play-off     | 1e                                        |
| Auckland City            | OFC          | Winnaar OFC Champions League 2013/14      | Play-off     | 6e (vorige: 2006, 2009, 2011, 2012, 2013) |
| Sétif                    | CAF          | Winnaar CAF Champions League 2014         | Kwartfinale  | 1e                                        |
| Cruz Azul                | CONCACAF     | Winnaar CONCACAF Champions League 2013/14 | Kwartfinale  | 1e                                        |
| Western Sydney Wanderers | AFC          | Winnaar AFC Champions League 2014         | Kwartfinale  | 1e                                        |
| San Lorenzo              | CONMEBOL     | Winnaar Copa Libertadores 2014            | Halve finale | 1e                                        |
| Real Madrid              | UEFA         | Winnaar UEFA Champions League 2013/14     | Halve finale | 2e (vorige: 2000, 2001)                   |

## Scheidsrechters
De FIFA had zes scheidsrechters en twaalf assistent scheidsrechters aangesteld voor dit toernooi.
| Continentale bond | Scheidsrechter                | Assistenten                   | Assistenten                     |
| ----------------- | ----------------------------- | ----------------------------- | ------------------------------- |
| AFC               | Benjamin Williams             | Matthew Cream                 | Paul Cetrangolo                 |
| CAF               | Noumandiez Doué               | Songuifolo Yeo                | Jean-Claude Birumushahu         |
| CONCACAF          | Walter López                  | Gerson López                  | Leonel Leal                     |
| CONMEBOL          | Enrique Osses Wilmar Roldán * | Carlos Astroza Eduardo Diaz * | Sergio Román Alexander Guzmán * |
| OFC               | Norbert Hauata                | Paul Ahupu                    | Tevita Makasini                 |
| UEFA              | Pedro Proença                 | Bertino Miranda               | Tiago Trigo                     |

* Vervangen door het Chileense trio.

## Speelschema
|  | Play-off                      | Play-off                 |                         |                         | Kwartfinale         | Kwartfinale         |              |              | Halve finale | Halve finale |  |  | Finale    | Finale |
|  | 10 december – Rabat           |                          |                         |                         |                     |                     |              |              |              |              |  |  |           |        |
|  | Moghreb Athletic Tétouan      | 0 (3)                    |                         |                         | 13 december – Rabat | 13 december – Rabat |              |              |              |              |  |  |           |        |
|  | Moghreb Athletic Tétouan      | 0 (3)                    |                         |                         | 13 december – Rabat | 13 december – Rabat |              |              |              |              |  |  |           |        |
|  | Auckland City (w.n.s.)        | 0 (4)                    |                         |                         | Sétif               | 0                   |              |              |              |              |  |  |           |        |
|  | Auckland City (w.n.s.)        | 0 (4)                    | 17 december – Marrakesh |                         | Sétif               | 0                   |              |              |              |              |  |  |           |        |
|  |                               |                          |                         |                         | Auckland City       | 1                   |              |              |              |              |  |  |           |        |
|  | San Lorenzo (w.n.v.)          | 2                        |                         |                         | Auckland City       | 1                   |              |              |              |              |  |  |           |        |
|  | San Lorenzo (w.n.v.)          | 2                        |                         |                         |                     |                     |              |              |              |              |  |  |           |        |
|  |                               |                          | Auckland City           | 1                       |                     |                     |              |              |              |              |  |  |           |        |
|  |                               |                          | Auckland City           | 1                       |                     |                     |              |              |              |              |  |  |           |        |
|  |                               |                          | 20 december – Marrakesh |                         |                     |                     |              |              |              |              |  |  |           |        |
|  |                               |                          |                         |                         |                     |                     |              |              |              |              |  |  |           |        |
|  | San Lorenzo                   | 0                        |                         |                         |                     |                     |              |              |              |              |  |  |           |        |
|  | San Lorenzo                   | 0                        | 13 december – Rabat     |                         |                     |                     |              |              |              |              |  |  |           |        |
|  |                               | Real Madrid              | 2                       |                         |                     |                     |              |              |              |              |  |  |           |        |
|  |                               |                          | 2                       | Cruz Azul (w.n.v.)      | 3                   |                     |              |              |              |              |  |  |           |        |
|  | 16 december – Rabat Marrakesh |                          |                         | Cruz Azul (w.n.v.)      | 3                   |                     |              |              |              |              |  |  |           |        |
|  |                               | Western Sydney Wanderers | 1                       |                         |                     |                     |              |              |              |              |  |  |           |        |
|  | Cruz Azul                     | Western Sydney Wanderers | 1                       | 0                       |                     |                     |              |              |              |              |  |  |           |        |
|  | Cruz Azul                     | Vijfde plaats            | Vijfde plaats           | 0                       |                     |                     | Derde plaats | Derde plaats |              |              |  |  |           |        |
|  |                               | Vijfde plaats            | Vijfde plaats           |                         | Real Madrid         | 4                   | Derde plaats | Derde plaats |              |              |  |  |           |        |
|  | 17 december – Marrakesh       | 17 december – Marrakesh  | 20 december – Marrakesh | 20 december – Marrakesh | Real Madrid         | 4                   |              |              |              |              |  |  |           |        |
|  | 17 december – Marrakesh       | 17 december – Marrakesh  | 20 december – Marrakesh | 20 december – Marrakesh |                     |                     |              |              |              |              |  |  |           |        |
|  | Sétif (w.n.s.)                | 2 (5)                    | Auckland City (w.n.s.)  | 1 (4)                   |                     |                     |              |              |              |              |  |  |           |        |
|  | Sétif (w.n.s.)                | 2 (5)                    | Auckland City (w.n.s.)  | 1 (4)                   |                     |                     |              |              |              |              |  |  |           |        |
|  | Western Sydney Wanderers      | 2 (4)                    |                         |                         |                     |                     |              |              |              |              |  |  | Cruz Azul | 1 (2)  |

## Wedstrijden

### Play-off
|                                              |                                  |                         |                                  | |
| 10 december 2014 19:30 (UTC+0) 20:30 (UTC+1) | Moghreb Athletic Tétouan         | 0 – 0 (n.v.) 3 – 4 pen. | Auckland City                    | Stadion: Stade Moulay Abdallah, Rabat Toeschouwers: 35.247 Scheidsrechter: Walter López Assistenten: Leonel Leal Assistenten: Gerson López Vierde official: Pedro Proença Vijfde official: Bertino Miranda |
| 10 december 2014 19:30 (UTC+0) 20:30 (UTC+1) | Verslag                          |                         |                                  | Stadion: Stade Moulay Abdallah, Rabat Toeschouwers: 35.247 Scheidsrechter: Walter López Assistenten: Leonel Leal Assistenten: Gerson López Vierde official: Pedro Proença Vijfde official: Bertino Miranda |
| 10 december 2014 19:30 (UTC+0) 20:30 (UTC+1) | Strafschoppen                    |                         |                                  | Stadion: Stade Moulay Abdallah, Rabat Toeschouwers: 35.247 Scheidsrechter: Walter López Assistenten: Leonel Leal Assistenten: Gerson López Vierde official: Pedro Proença Vijfde official: Bertino Miranda |
| 10 december 2014 19:30 (UTC+0) 20:30 (UTC+1) | Jahouh Krouch Fall Naim Khallati |                         | Payne Pritchett White Bilen Issa | Stadion: Stade Moulay Abdallah, Rabat Toeschouwers: 35.247 Scheidsrechter: Walter López Assistenten: Leonel Leal Assistenten: Gerson López Vierde official: Pedro Proença Vijfde official: Bertino Miranda |
|                                              |                                  |                         |                                  | |

### Kwartfinales
|                                              |       |         |               | |
| 13 december 2014 16:00 (UTC+0) 17:00 (UTC+1) | Sétif | 0 – 1   | Auckland City | Stadion: Stade Moulay Abdallah, Rabat Toeschouwers: 22.153 Scheidsrechter: Pedro Proença Assistenten: Bertino Miranda Assistenten: Tiago Trigo Vierde official: Walter López Vijfde official: Gerson López |
| 13 december 2014 16:00 (UTC+0) 17:00 (UTC+1) |       | Verslag | 52' Irving    | Stadion: Stade Moulay Abdallah, Rabat Toeschouwers: 22.153 Scheidsrechter: Pedro Proença Assistenten: Bertino Miranda Assistenten: Tiago Trigo Vierde official: Walter López Vijfde official: Gerson López |
| 13 december 2014 16:00 (UTC+0) 17:00 (UTC+1) |       |         |               | Stadion: Stade Moulay Abdallah, Rabat Toeschouwers: 22.153 Scheidsrechter: Pedro Proença Assistenten: Bertino Miranda Assistenten: Tiago Trigo Vierde official: Walter López Vijfde official: Gerson López |
| 13 december 2014 16:00 (UTC+0) 17:00 (UTC+1) |       |         |               | Stadion: Stade Moulay Abdallah, Rabat Toeschouwers: 22.153 Scheidsrechter: Pedro Proença Assistenten: Bertino Miranda Assistenten: Tiago Trigo Vierde official: Walter López Vijfde official: Gerson López |
|                                              |       |         |               | |

|                                              |                                             |              |                                                          | |
| 13 december 2014 19:30 (UTC+0) 20:30 (UTC+1) | Cruz Azul                                   | 3 – 1 (n.v.) | Western Sydney Wanderers                                 | Stadion: Stade Moulay Abdallah, Rabat Toeschouwers: 22.153 Scheidsrechter: Noumandiez Doué Assistenten: Songuifolo Yeo Assistenten: Jean-Claude Birumushahu Vierde official: Norbert Hauata Vijfde official: Paul Ahupu |
| 13 december 2014 19:30 (UTC+0) 20:30 (UTC+1) | Torrado 89' (pen.), 118' (pen.) Pavone 108' | Verslag      | 65' La Rocca 31', 74' Špiranović 53', 102' Topor-Stanley | Stadion: Stade Moulay Abdallah, Rabat Toeschouwers: 22.153 Scheidsrechter: Noumandiez Doué Assistenten: Songuifolo Yeo Assistenten: Jean-Claude Birumushahu Vierde official: Norbert Hauata Vijfde official: Paul Ahupu |
| 13 december 2014 19:30 (UTC+0) 20:30 (UTC+1) |                                             |              |                                                          | Stadion: Stade Moulay Abdallah, Rabat Toeschouwers: 22.153 Scheidsrechter: Noumandiez Doué Assistenten: Songuifolo Yeo Assistenten: Jean-Claude Birumushahu Vierde official: Norbert Hauata Vijfde official: Paul Ahupu |
| 13 december 2014 19:30 (UTC+0) 20:30 (UTC+1) |                                             |              |                                                          | Stadion: Stade Moulay Abdallah, Rabat Toeschouwers: 22.153 Scheidsrechter: Noumandiez Doué Assistenten: Songuifolo Yeo Assistenten: Jean-Claude Birumushahu Vierde official: Norbert Hauata Vijfde official: Paul Ahupu |
|                                              |                                             |              |                                                          | |

### Wedstrijd voor vijfde plaats
|                                              |                                                                 |                         |                                                           | |
| 17 december 2014 16:30 (UTC+0) 17:30 (UTC+1) | Sétif                                                           | 2 – 2 (n.v.) 5 – 4 pen. | Western Sydney Wanderers                                  | Stadion: Stade de Marrakech, Marrakesh Toeschouwers: 18.458 Scheidsrechter: Norbert Hauata Assistenten: Tevita Makasini Assistenten: Paul Ahupu Vierde official: Pedro Proença Vijfde official: Tiago Trigo |
| 17 december 2014 16:30 (UTC+0) 17:30 (UTC+1) | Mullen 50' (e.d.) Ziaya 57'                                     | Verslag                 | 5' Castelen 89' Saba                                      | Stadion: Stade de Marrakech, Marrakesh Toeschouwers: 18.458 Scheidsrechter: Norbert Hauata Assistenten: Tevita Makasini Assistenten: Paul Ahupu Vierde official: Pedro Proença Vijfde official: Tiago Trigo |
| 17 december 2014 16:30 (UTC+0) 17:30 (UTC+1) | Strafschoppen                                                   |                         |                                                           | Stadion: Stade de Marrakech, Marrakesh Toeschouwers: 18.458 Scheidsrechter: Norbert Hauata Assistenten: Tevita Makasini Assistenten: Paul Ahupu Vierde official: Pedro Proença Vijfde official: Tiago Trigo |
| 17 december 2014 16:30 (UTC+0) 17:30 (UTC+1) | Djahnit Gasmi Belameiri Ziaya Mellouli Arroussi Megateli Zerara |                         | Saba Haliti Trifiro Juric Bouzanis Mullen Fofanah Adeleke | Stadion: Stade de Marrakech, Marrakesh Toeschouwers: 18.458 Scheidsrechter: Norbert Hauata Assistenten: Tevita Makasini Assistenten: Paul Ahupu Vierde official: Pedro Proença Vijfde official: Tiago Trigo |
|                                              |                                                                 |                         |                                                           | |

### Halve finales
De eerste halve finale werd oorspronkelijk gespeeld in Stade Moulay Abdallah in Rabat, maar werd verplaatst naar Stade de Marrakech in Marrakesh vanwege veld problemen.
|                                              |                    |         |                                         | |
| 16 december 2014 19:30 (UTC+0) 20:30 (UTC+1) | Cruz Azul          | 0 – 4   | Real Madrid                             | Stadion: Stade Moulay Abdallah, Rabat Stadion: Stade de Marrakech, Marrakesh Toeschouwers: 34.862 Scheidsrechter: Enrique Osses Assistenten: Carlos Astroza Assistenten: Sergio Román Vierde official: Walter López Vijfde official: Leonel Leal |
| 16 december 2014 19:30 (UTC+0) 20:30 (UTC+1) | Torrado 40' (pen.) | Verslag | 15' Ramos 36' Benzema 50' Bale 72' Isco | Stadion: Stade Moulay Abdallah, Rabat Stadion: Stade de Marrakech, Marrakesh Toeschouwers: 34.862 Scheidsrechter: Enrique Osses Assistenten: Carlos Astroza Assistenten: Sergio Román Vierde official: Walter López Vijfde official: Leonel Leal |
| 16 december 2014 19:30 (UTC+0) 20:30 (UTC+1) |                    |         |                                         | Stadion: Stade Moulay Abdallah, Rabat Stadion: Stade de Marrakech, Marrakesh Toeschouwers: 34.862 Scheidsrechter: Enrique Osses Assistenten: Carlos Astroza Assistenten: Sergio Román Vierde official: Walter López Vijfde official: Leonel Leal |
| 16 december 2014 19:30 (UTC+0) 20:30 (UTC+1) |                    |         |                                         | Stadion: Stade Moulay Abdallah, Rabat Stadion: Stade de Marrakech, Marrakesh Toeschouwers: 34.862 Scheidsrechter: Enrique Osses Assistenten: Carlos Astroza Assistenten: Sergio Román Vierde official: Walter López Vijfde official: Leonel Leal |
|                                              |                    |         |                                         | |

|                                              |                            |              |               | |
| 17 december 2014 19:30 (UTC+0) 20:30 (UTC+1) | San Lorenzo                | 2 – 1 (n.v.) | Auckland City | Stadion: Stade de Marrakech, Marrakesh Toeschouwers: 18.458 Scheidsrechter: Benjamin Williams Assistenten: Matthew Cream Assistenten: Paul Cetrangolo Vierde official: Noumandiez Doué Vijfde official: Songuifolo Yeo |
| 17 december 2014 19:30 (UTC+0) 20:30 (UTC+1) | Barrientos 45+2' Matos 93' | Verslag      | 67' Berlanga  | Stadion: Stade de Marrakech, Marrakesh Toeschouwers: 18.458 Scheidsrechter: Benjamin Williams Assistenten: Matthew Cream Assistenten: Paul Cetrangolo Vierde official: Noumandiez Doué Vijfde official: Songuifolo Yeo |
| 17 december 2014 19:30 (UTC+0) 20:30 (UTC+1) |                            |              |               | Stadion: Stade de Marrakech, Marrakesh Toeschouwers: 18.458 Scheidsrechter: Benjamin Williams Assistenten: Matthew Cream Assistenten: Paul Cetrangolo Vierde official: Noumandiez Doué Vijfde official: Songuifolo Yeo |
| 17 december 2014 19:30 (UTC+0) 20:30 (UTC+1) |                            |              |               | Stadion: Stade de Marrakech, Marrakesh Toeschouwers: 18.458 Scheidsrechter: Benjamin Williams Assistenten: Matthew Cream Assistenten: Paul Cetrangolo Vierde official: Noumandiez Doué Vijfde official: Songuifolo Yeo |
|                                              |                            |              |               | |

### Wedstrijd voor derde plaats
|                                              |                                   |                         |                                   | |
| 20 december 2014 16:30 (UTC+0) 17:30 (UTC+1) | Cruz Azul                         | 1 – 1 (n.v.) 2 – 4 pen. | Auckland City                     | Stadion: Stade de Marrakech, Marrakesh Toeschouwers: 38.345 Scheidsrechter: Pedro Proença Assistenten: Bertino Miranda Assistenten: Tiago Trigo Vierde official: Enrique Osses Vijfde official: Sergio Román |
| 20 december 2014 16:30 (UTC+0) 17:30 (UTC+1) | Rojas 57'                         | Verslag                 | 45+1' De Vries                    | Stadion: Stade de Marrakech, Marrakesh Toeschouwers: 38.345 Scheidsrechter: Pedro Proença Assistenten: Bertino Miranda Assistenten: Tiago Trigo Vierde official: Enrique Osses Vijfde official: Sergio Román |
| 20 december 2014 16:30 (UTC+0) 17:30 (UTC+1) | Strafschoppen                     |                         |                                   | Stadion: Stade de Marrakech, Marrakesh Toeschouwers: 38.345 Scheidsrechter: Pedro Proença Assistenten: Bertino Miranda Assistenten: Tiago Trigo Vierde official: Enrique Osses Vijfde official: Sergio Román |
| 20 december 2014 16:30 (UTC+0) 17:30 (UTC+1) | Giménez Fórmica Domínguez Valadéz |                         | Payne Irving White Pritchett Issa | Stadion: Stade de Marrakech, Marrakesh Toeschouwers: 38.345 Scheidsrechter: Pedro Proença Assistenten: Bertino Miranda Assistenten: Tiago Trigo Vierde official: Enrique Osses Vijfde official: Sergio Román |
|                                              |                                   |                         |                                   | |

### Finale
|                                              |                    |         |             | |
| 20 december 2014 19:30 (UTC+0) 20:30 (UTC+1) | Real Madrid        | 2 – 0   | San Lorenzo | Stadion: Stade de Marrakech, Marrakesh Toeschouwers: 38.345 Scheidsrechter: Walter López Assistenten: Leonel Leal Assistenten: Gerson López Vierde official: Noumandiez Doué Vijfde official: Songuifolo Yeo |
| 20 december 2014 19:30 (UTC+0) 20:30 (UTC+1) | Ramos 37' Bale 51' | Verslag |             | Stadion: Stade de Marrakech, Marrakesh Toeschouwers: 38.345 Scheidsrechter: Walter López Assistenten: Leonel Leal Assistenten: Gerson López Vierde official: Noumandiez Doué Vijfde official: Songuifolo Yeo |
| 20 december 2014 19:30 (UTC+0) 20:30 (UTC+1) |                    |         |             | Stadion: Stade de Marrakech, Marrakesh Toeschouwers: 38.345 Scheidsrechter: Walter López Assistenten: Leonel Leal Assistenten: Gerson López Vierde official: Noumandiez Doué Vijfde official: Songuifolo Yeo |
| 20 december 2014 19:30 (UTC+0) 20:30 (UTC+1) |                    |         |             | Stadion: Stade de Marrakech, Marrakesh Toeschouwers: 38.345 Scheidsrechter: Walter López Assistenten: Leonel Leal Assistenten: Gerson López Vierde official: Noumandiez Doué Vijfde official: Songuifolo Yeo |
|                                              |                    |         |             | |

| Real Madrid | San Lorenzo |

| Real Madrid:    |    |                    |         |
|                 |    |                    |         |
| GK              | 1  | Iker Casillas      |         |
| RB              | 15 | Daniel Carvajal    | 30' 73' |
| CB              | 3  | Pepe               | 89'     |
| CB              | 4  | Sergio Ramos       | 22'     |
| LB              | 12 | Marcelo            | 44'     |
| CM              | 23 | Isco               |         |
| CM              | 8  | Toni Kroos         |         |
| CM              | 10 | James Rodríguez    |         |
| RW              | 11 | Gareth Bale        |         |
| CF              | 9  | Karim Benzema      |         |
| LW              | 7  | Cristiano Ronaldo  |         |
| Wisselspelers:  |    |                    |         |
| GK              | 13 | Keylor Navas       |         |
| GK              | 25 | Fernando Pacheco   |         |
| DF              | 2  | Raphaël Varane     | 89'     |
| DF              | 5  | Fábio Coentrão     | 44'     |
| DF              | 17 | Álvaro Arbeloa     | 73'     |
| DF              | 18 | Nacho              |         |
| MF              | 6  | Sami Khedira       |         |
| MF              | 24 | Asier Illarramendi |         |
| MF              | 26 | Álvaro Medrán      |         |
| FW              | 14 | Javier Hernández   |         |
| FW              | 20 | Jesé               |         |
| Coach:          |    |                    |         |
| Carlo Ancelotti |    |                    |         |

| San Lorenzo:   |    |                      |     |
|                |    |                      |     |
| GK             | 12 | Sebastián Torrico    |     |
| RB             | 7  | Julio Buffarini      | 12' |
| CB             | 14 | Walter Kannemann     | 85' |
| CB             | 3  | Mario Yepes          | 61' |
| LB             | 21 | Emanuel Más          |     |
| CM             | 20 | Néstor Ortigoza      | 12' |
| CM             | 5  | Juan Ignacio Mercier |     |
| RW             | 30 | Gonzalo Verón        | 57' |
| AM             | 8  | Enzo Kalinski        |     |
| LW             | 11 | Pablo Barrientos     | 16' |
| CF             | 9  | Martín Cauteruccio   | 68' |
| Wisselspelers: |    |                      |     |
| GK             | 1  | Leo Franco           |     |
| GK             | 33 | José Devecchi        |     |
| DF             | 2  | Mauro Cetto          | 61' |
| DF             | 13 | Ramiro Arias         |     |
| DF             | 27 | Matías Catalán       |     |
| DF             | 29 | Fabricio Fontanini   |     |
| MF             | 10 | Leandro Romagnoli    | 57' |
| MF             | 24 | Juan Cavallaro       |     |
| MF             | 31 | Facundo Quignon      |     |
| FW             | 15 | Héctor Villalba      |     |
| FW             | 22 | Nicolás Blandi       |     |
| FW             | 26 | Mauro Matos          | 68' |
| Coach:         |    |                      |     |
| Edgardo Bauza  |    |                      |     |

| Winnaar WK voetbal voor clubs 2014            |
| --------------------------------------------- |
| Real Madrid 1e titel (4e keer wereldkampioen) |

## Individuele prijzen
| Prijs                  | Speler            | Club          |
| ---------------------- | ----------------- | ------------- |
| Gouden Bal             | Sergio Ramos      | Real Madrid   |
| Zilveren Bal           | Cristiano Ronaldo | Real Madrid   |
| Bronzen Bal            | Ivan Vicelich     | Auckland City |
| Fair-Play Award (club) | Real Madrid       | Real Madrid   |

## Topscorers
| Plaats | Speler           | Club                     | Goals |
| ------ | ---------------- | ------------------------ | ----- |
| 1.     | Gerardo Torrado  | Cruz Azul                | 2     |
| 1.     | Gareth Bale      | Real Madrid              | 2     |
| 1.     | Sergio Ramos     | Real Madrid              | 2     |
| 4.     | John Irving      | Auckland City            | 1     |
| 4.     | Ángel Berlanga   | Auckland City            | 1     |
| 4.     | Ryan De Vries    | Auckland City            | 1     |
| 4.     | Hugo Pavone      | Cruz Azul                | 1     |
| 4.     | Joao Rojas       | Cruz Azul                | 1     |
| 4.     | Abdelmalek Ziaya | Sétif                    | 1     |
| 4.     | Karim Benzema    | Real Madrid              | 1     |
| 4.     | Isco             | Real Madrid              | 1     |
| 4.     | Pablo Barrientos | San Lorenzo              | 1     |
| 4.     | Mauro Matos      | San Lorenzo              | 1     |
| 4.     | Romeo Castelen   | Western Sydney Wanderers | 1     |
| 4.     | Iacopo La Rocca  | Western Sydney Wanderers | 1     |
| 4.     | Vitor Saba       | Western Sydney Wanderers | 1     |

1 Eigen doelpunt
 Daniel Mullen (Western Sydney Wanderers, tegen Sétif)

## Eindrangschikking

### Eindstand
| Plaats | Club                     | Confederatie | gs | w | g | v | dv | dt | ds |
| ------ | ------------------------ | ------------ | -- | - | - | - | -- | -- | -- |
| Goud   | Real Madrid              | UEFA         | 2  | 2 | 0 | 0 | 6  | 0  | +6 |
| Zilver | San Lorenzo              | CONMEBOL     | 2  | 1 | 0 | 1 | 2  | 3  | −1 |
| Brons  | Auckland City            | OFC          | 4  | 1 | 2 | 1 | 3  | 3  | 0  |
| 4.     | Cruz Azul                | CONCACAF     | 3  | 1 | 1 | 1 | 4  | 6  | −2 |
| 5.     | Sétif                    | CAF          | 2  | 0 | 1 | 1 | 2  | 3  | −1 |
| 6.     | Western Sydney Wanderers | AFC          | 2  | 0 | 1 | 1 | 3  | 5  | −2 |
| 7.     | Moghreb Athletic Tétouan | CAF          | 1  | 0 | 1 | 0 | 0  | 0  | 0  |

2000 · 2001 · 2005 · 2006 · 2007 · 2008 · 2009 · 2010 · 2011 · 2012 · 2013 · 2014 · 2015 · 2016 · 2017 · 2018 ·  2019 · 2020 · 2021 · 2022 · 2023 · 2025 · 2029